# Okrouhlá (tvrz)
Okrouhlá je původně gotická věžovitá tvrz přestvěná v 19. století na romantický zámeček. Nachází se v obci Okrouhlá v okrese Cheb v Karlovarském kraji. V roce 2006 byla Ministerstvem kultury České republiky prohlášena kulturní památkou České republiky.

## Historie
Počátek vzniku tvrze je dáván do období, kdy Okrouhlá byla majetkem rodu Paulsdorferů a vlastnily jej od 1299 do roku 1421. Prokazatelně ve 14. století tvrz byla postavena. V roce 1450 byla vypálena vojsky Jiřího z Poděbrad. Dalšími majiteli byli měšťané Junckerové, kteří v 16. století zejména interiér tvrze upravili do renesanční podoby. Posledními majiteli od roku 1885 byla mlynářská rodina Mucků a potomci jejich dcery Oehmischové vlastnili tvrz až do roku 1945. V roce 1888 byla tvrz přestavěna v romantickém duchu architektem Karlem Haberzettlem. Od druhé poloviny 20. století byla tvrz ve vlastnictví státu. V objektu byla mateřská školka a výroba hnojiv. Od roku 1990 byl objekt v soukromých rukou. V roce 1996 byl objekt zakoupen podnikatelem Zdeňkem Šímou, který provedl nové zastřešení, úpravu jedné části objektu na byt a rekonstrukce barokních stavení. Dalším majitelem od roku 2016 byla paní Michaela Lámerová, která objekt v roce 2020 nabídla k prodeji.

## Popis
Kolem obdélného dvora jsou seskupené hospodářské budovy s obytným stavením a na západě je budova tvrze. Celková výměra parcely je 7989 m², zastavěná plocha je 327 m².
Budova tvrze je zděná omítaná třípodlažní stavba postavena na téměř čtvercovém půdorysu o rozměrech 13 × 20 m. Mansardová střecha má přesahující okraje nesené trámy. Střechu zdobí romantizující vikýře s jehlancovými střechami. hlavní průčelí je členěno třemi okenními osami. Nároží a vstupy jsou bosovány, okna byla v maltovaných rámech.
Většina sklepních prostor mají cihelnou klenbu. V prvním podlaží je křížová klenba v bočních prostorách předního traktu a v dvorním traktu. V zadním traktu jsou stropy ploché, jedna místnost má trámový strop. V druhém podlaží jsou ploché stropy.
Bývalá stodola byla stržena. Hospodářské budovy jsou charakterizovány přesahujícími střechami nesenými vyřezávanými trámy.